# ロバ菓子司
株式会社ロバ菓子司（ろばかしつかさ、英: ROBAKASHITSUKASA Co., Ltd.）は、北海道旭川市に本社を置く菓子製造業者。社名は、コツコツと頑張る「ロバ」のイメージを大切にしたいという思いに加え、菓子づくりに専念する職人を意味する「司」を掛け合わせたものである。「ロテル・ド・キタクラブ」「ザ・さんくろうど」「ヴィバ・ロバ」の3ブランドを展開している。

## 主な商品
ロテル・ド・北倶楽部
- ビスキュイ
- メモリアルリング（バウムクーヘン）
- 倶楽部ケイクS
- エンブレム倶楽部
- 完熟林檎のパイ
- セ・シ・ボン
- たいせつ
- ショコラピリエ
- フロマージュデュオ
- チーズフォンデューパン

ザ・さんくろうど
- 蔵生
- 蔵生プチ
- 蔵〇
- 釜蒸し蔵
- 向日葵蔵
- 白いバウムクーヘン
- 石蔵のチーズケーキ
- 豊穣蔵
- 林檎の蔵
- 蔵いちご
- 生クリームあんぱん

ヴィバ・ロバ
- あずチャンかぼチャン
- 金色のたまご
- コンチェルパイ
- 木の実のぽるか
- ちーずふぁーむ

## 沿革
1940年（昭和15年）に当時の師団通（現在の平和通買物公園）で創業し、上常盤の工場で焼き上げた菓子を店舗までロバに積んで運んでいた。1949年（昭和24年）に法人化して現在の社名となった。
1989年（平成元年）に北欧のホテルをモチーフにした「ロテル・ド・北倶楽部」が開店した。1995年（平成7年）には店舗名を社名から「ヴィバ・ロバ」と改名したほか、2000年（平成12年）には丘の上の菓子工房「The Sun蔵人」を開店した。ロマンティック街道沿いに位置する店舗は、旧登鶴酒造の石造倉庫を解体して使用していた美瑛軟石を再び積み上げて再生した建物であり、『第1回旭川市都市景観賞』、『北海道屋外広告物コンクール』の「北海道知事賞」、旭川の歴史的建物の保存を考える会による『第6回建築賞』を受賞した。
2002年（平成14年）に現在地へ本社を移転し、2008年（平成20年）には旭川工業団地にサブレー「蔵生」の専用工場を新設した。

## 事業所・店舗
- 本社・工場 - 旭川市上常盤町1丁目2327
- 蔵生製造工場 - 旭川市工業団地1条2丁目37-75

ロテル・ド・北倶楽部
- 本店 - 旭川市上常盤町1丁目
- 中央店 - 旭川市4条通9丁目 北洋ビル1F
- 忠和店 - 旭川市忠和7条1丁目

ザ・さんくろうど
- 本店 - 旭川市神楽岡8条1丁目
- ダイイチ花咲店 - 旭川市春光1条8丁目
- ダイイチ東光店 - 旭川市東光12条6丁目
- 旭川駅店 - 旭川市宮前通西4153-1

ヴィバ・ロバ
- 末広ダイイチ統括店 - 旭川市末広1条7丁目
- 永山シーナ店 - 旭川市永山3条15丁目
- 旭町ダイイチ店 - 旭川市旭町1条7丁目
- 東旭川ダイイチ店 - 旭川市東旭川北1条1丁目
- 二条通ダイイチ店 - 旭川市2条通23丁目

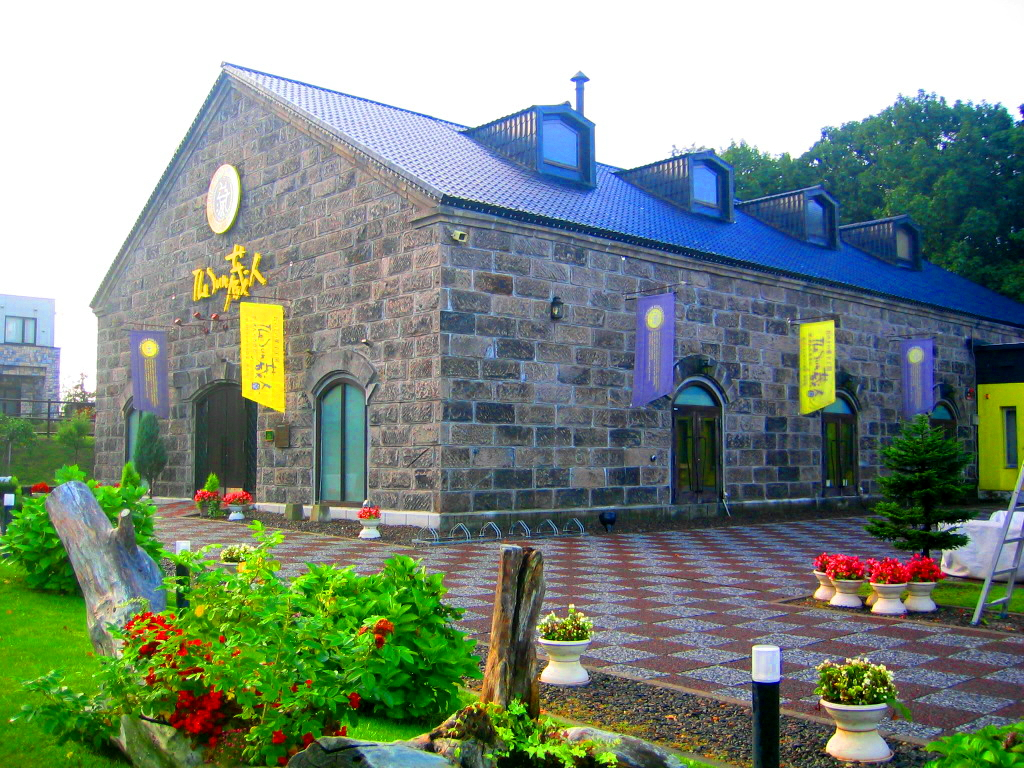
The Sun 蔵人本店（2007年9月）